# 8月3日 (旧暦)
旧暦8月3日（きゅうれきはちがつみっか）は旧暦8月の3日目である。六曜は仏滅である。

## できごと
- 大宝元年（ユリウス暦701年9月9日） - 藤原不比等らによる大宝律令の編纂が完了
- 天平宝字3年（ユリウス暦759年8月29日） - 鑑真が唐律招提寺（後の唐招提寺）を建立
- 天仁元年（ユリウス暦1108年9月9日） - 鳥羽天皇の即位により嘉承から天仁に改元
- 弘化3年（グレゴリオ暦1846年9月23日） - 海王星発見。
- 明治5年（グレゴリオ暦1872年9月5日） - 学制公布

## 誕生日
- 万寿2年（ユリウス暦1025年8月28日） - 後冷泉天皇、70代天皇（+ 1068年）
- 永禄10年（ユリウス暦1567年9月5日） - 伊達政宗、初代仙台藩主（+ 1636年）
- 文禄2年（グレゴリオ暦1593年8月29日） - 豊臣秀頼、大名・豊臣秀吉の子（+ 1615年）
- 寛永18年（グレゴリオ暦1641年9月7日） - 徳川家綱、江戸幕府4代将軍（+ 1680年）
- 元文5年（グレゴリオ暦1740年9月23日） - 後桜町天皇、117代天皇（+ 1813年）

## 忌日
- 養老4年（ユリウス暦720年9月9日） - 藤原不比等、廷臣・中臣鎌足の子（* 659年）
- 天明6年（グレゴリオ暦1786年8月26日） - 中村富十郎 (初代)、歌舞伎役者（* 1719年）

## 記念日・年中行事
- 北斗星君聖誕